# 하이바이, 마마!
《하이바이, 마마!》는 tvN에서 2020년 2월 22일부터 2020년 4월 19일까지 방송된 tvN 토일 드라마이다.

## 기획 의도
갑작스러운 사고로 가족의 곁을 떠나게 된 차유리가 사별의 아픔을 딛고 새 인생을 시작한 남편과 딸아이 앞에 다시 나타나면서 벌어지는 고스트 엄마의 49일 리얼 환생 스토리를 그린 드라마이다.

## 등장 인물

### 주요 인물
- 김태희 : 차유리(38세) 역 - 귀신 5년차, 서우의 친엄마. 강화의 전처. 무풍과 은숙의 장녀. 연지의 친언니.
- 이규형 : 조강화(38세) 역 - 유리의 전남편. 서우의 아빠. 동성대학병원 흉부외과 전문의. 민정의 남편.
- 고보결 : 오민정(34세) 역 - 강화의 두번째 아내, 서우의 새엄마.
- 서우진 : 조서우 역 (성인 : 박정연) - 유리와 강화의 딸, 민정의 의붓 딸. 무풍과 은숙의 외손녀. 연지의 조카.

### 유리의 주변 인물

#### 유리네 가족
- 김미경 : 전은숙(63세) 역 - 유리의 어머니, 서우의 외할머니
- 박수영 : 차무풍(62세) 역 - 유리의 아버지, 서우의 외할아버지
- 김미수 : 차연지(35세) 역 - 유리의 동생, 서우의 이모

#### 유리 측근
- 신동미 : 고현정(44세) 역 - 유리의 친한 언니, 근상의 아내, 하준의 엄마
- 윤사봉 : 미동댁(53세) 역 - 평온납골당 보살 겸 무당
- 이시우 : 장필승(30세) 역 - 외국계 항공사 파일럿, 봉연과 대춘의 아들, 영심의 동생

### 강화의 주변 인물
- 오의식 : 계근상(38세) 역 - 현정의 남편, 강화의 절친, 동성대학병원 정신의학과 의사, 하준의 아빠
- 안내상 : 장 교수(55세) 역 - 동성대학병원 흉부외과 교수, 강화의 든든한 조력자

### 평온납골당
- 반효정 : 정귀순 역 - 정씨 할매 귀신, 귀신 7년차, 납골당 내 실세
- 배해선 : 성미자 역 - 종가댁 며느리 귀신, 귀신 55년차
- 박은혜 : 서봉연 역 - 귀신 22년차, 필승의 어머니 (1회 ~ 13회)
- 김대곤 : 장대춘 역 - 귀신 22년차, 필승의 아버지 (1회 ~ 13회)
- 신수연 : 장영심 역 - 귀신 22년차, 필승의 누나. 대춘과 봉연의 딸. (1회 ~ 13회)
- 이재우 : 강상봉(강빈) 역 - 야구선수 귀신, 신입 귀신
- 심완준 : 심금재 역 - 짱돌 귀신, 귀신 6년차
- 배윤경 : 박혜진 역 - 에디터 귀신, 귀신 4년차
- 최대성 : 권만석 역 - 종가댁 며느리 남편 귀신, 미자의 남편, 귀신 56년차

### 그 외 인물
- 고은민 : 김혜수 역 - 서우의 어린이집 선생님, 죽은 판석의 딸
- 백현주 : 어린이집 주방 아주머니 역
- 유연 : 미소의 어머니 역
- 허순미 : 서우와 같은 어린이집 다니는 아이 어머니 역
- 나수윤 : 서우와 같은 어린이집 다니는 아이 어머니 역
- 강연정
- 조지승
- 우정원 : 정귀순의 딸 역
- 유순웅 : 납골당 경비 역
- 신철진
- 이세랑
- 안수빈 : 서우의 유치원 선생님 역
- 박귀순 : 스님 역
- 권은성 : 계하준 역 - 근상과 현정의 아들
- 장태민 : 미동댁 아들 역
- 박재준 : 김혁진 역 - 몇 달 전에 죽은 서우의 어린이집 친구, 자신이 죽은 사실을 모른 채 자신의 엄마를 기다리고 있었다.

### 단역
- 김민서 : 정수현 역

### 특별출연
- 이중옥 : 서우네 집 지박령 역 (1회, 10회)
- 이정은 : 서빙고/근상의 어머니 역 - 근상의 이모. 무당/근상의 어머니, 현정의 시어머니. 하준의 할머니. (4회, 10회)
- 이대연 : 김판석 역 - 혜수의 아버지(7회). 회장의 운전기사
- 이병준 : 백삼동 역 (7회) - 대기업인 MI기업 회장
- 김슬기: 신순애 역 (10회) - 처녀 귀신. 귀신의 음기를 버틸 수 있는 양기남으로 강화를 점찍고 민정에게 빙의해서 처녀 귀신의 한을 풀려고 서우네 집에 붙어 있었는데 민정의 기가 너무 세서 빙의를 못하고 있었다.
- 양경원 : 양국봉 역 - 퇴마사 (10회 ~ 13회)

## 촬영지
- 을왕리 해수욕장
- 월미테마파크
- 도성사
- 라페스타
- 도토리 브라더스 - 미생
- 그랜드 하얏트 인천
- 일산 호수공원
- 우림시장
- 서강대학교
- 남이섬

## 시청률
최저 시청률과 최고 시청률은 시청률 조사회사와 지역별로 시청률에 차이가 있을 수 있습니다.
| 2020년      | 2020년      | 2020년                                          | 2020년         | 2020년       |
| 회차        | 방송일      | 부제                                            | AGB 시청률     | AGB 시청률   |
| 회차        | 방송일      | 부제                                            | 대한민국(전국) | 서울(수도권) |
| ----------- | ----------- | ----------------------------------------------- | -------------- | ------------ |
| 제1회       | 2월 22일    | 인생은 예측 불가능의 연속이다                   | 5.895%         | 6.209%       |
| 제2회       | 2월 23일    | 잊혀진 계절                                     | 6.111%         | 6.220%       |
| 제3회       | 2월 29일    | 죽어보니, 알 수 있는 것들 '美生'                | 5.373%         | 5.384%       |
| 제4회       | 3월 1일     | 나에게 일어나지 않을 일은 없다                  | 6.519%         | 6.793%       |
| 제5회       | 3월 7일     | 우연이 운명으로 변하는 모든 순간들              | 5.663%         | 5.971%       |
| 제6회       | 3월 8일     | 죽음 앞에서도 나만 생각하지 않게 하는 것 '가족' | 5.769%         | 5.745%       |
| 제7회       | 3월 14일    | 꽃이 피고 진 자리                               | 6.101%         | 5.958%       |
| 제8회       | 3월 15일    | 이별에 서툰 사람들                              | 5.428%         | 5.550%       |
| 제9회       | 3월 21일    | 안녕, 당신의 빛                                 | 5.859%         | 6.122%       |
| 제10회      | 3월 22일    | 내가 닿을 수 없는 당신의 자리                   | 5.431%         | 5.930%       |
| 제11회      | 3월 28일    | 내게 주어진 '내 몫의 인생'                      | 5.324%         | 6.025%       |
| 제12회      | 3월 29일    | 내가 가려진 날들                                | 5.227%         | 5.517%       |
| 제13회      | 4월 11일    | 나는 볼 수 없었던 이야기                        | 4.707%         | 5.086%       |
| 제14회      | 4월 12일    | 당신 탓이 아니다                                | 4.226%         | 4.460%       |
| 제15회      | 4월 18일    | 내 인생의 '내일'                                | 4.795%         | 5.178%       |
| 제16회      | 4월 19일    | 꽃은 지지만 꽃잎은 지지 않는다                  | 5.133%         | 5.737%       |
| 평균 시청률 | 평균 시청률 | 평균 시청률                                     | 5.473%         | 5.743%       |

## 결방 사유 및 편성변경
2020년 4월 4일과 2020년 4월 5일에 13회와 14회는 결방한다고 밝혔으며, 13회와 14회는 4월 11일과 4월 12일에 방송된다.

## OST
다음은 오리지널 사운드트랙(OST) 싱글 앨범에 포함된 곡들이며, 정렬기준은 출시 순입니다.

### Part.1
| #            | 제목                            | 작사         | 작곡         | 재생 시간 |
| ------------ | ------------------------------- | ------------ | ------------ | --------- |
| 1.           | 〈별처럼 빛나는 시간〉 (박지민) | 손고은       | 손고은       | 3:18      |
| 2.           | 〈별처럼 빛나는 시간 (Inst.)〉  |              | 손고은       | 3:18      |
| 총 재생 시간 | 총 재생 시간                    | 총 재생 시간 | 총 재생 시간 | 6:36      |

### Part.2
| #            | 제목               | 작사                 | 작곡           | 재생 시간 |
| ------------ | ------------------ | -------------------- | -------------- | --------- |
| 1.           | 〈Touch〉 (김영근) | 박근철, DANI, 정수민 | 박근철, 정수민 | 4:48      |
| 2.           | 〈Touch (Inst.)〉  |                      | 박근철, 정수민 | 4:48      |
| 총 재생 시간 | 총 재생 시간       | 총 재생 시간         | 총 재생 시간   | 9:36      |

### Part.3
| #            | 제목               | 작사         | 작곡         | 재생 시간 |
| ------------ | ------------------ | ------------ | ------------ | --------- |
| 1.           | 〈너에게〉 (헨)    | 헨           | 헨           | 3:44      |
| 2.           | 〈너에게 (Inst.)〉 |              | 헨           | 3:44      |
| 총 재생 시간 | 총 재생 시간       | 총 재생 시간 | 총 재생 시간 | 7:28      |

### Part.4
| #  | 제목                  | 재생 시간 |
| -- | --------------------- | --------- |
| 1. | 〈하늘바라기〉 (소향) |           |
| 2. | 〈하늘바라기(Inst.)〉 |           |

## 같이 보기
- 대한민국의 텔레비전 드라마 목록 (ㅎ)
- 2020년 대한민국의 텔레비전 드라마 목록